# Mikkel Mac
Mikkel Mac (ur. 18 grudnia 1992 roku w Nykøbing Falster) – duński kierowca wyścigowy.

## Kariera
Mac rozpoczął karierę w wyścigach samochodowych w 2009 roku od startów w Europejskiej Formule BMW, Duńskiej Formule Ford oraz Nordyckiej Formule Ford. Z dorobkiem odpowiednio 4, 129 i 20 punktów uplasował się tam odpowiednio na 23, siódmej i jedenastej pozycji w klasyfikacji generalnej. W późniejszych latach pojawiał się także w stawce Północnoeuropejskiego Pucharu Fomuły Renault 2.0, Formuły 2, Camaro Cup Sweden, Auto-G Danish Thundersport Challenge, Trofeo Maserati World Series oraz European Le Mans Series.
W Mistrzostwach Formuły 2 wystartował w 2011 roku. Uzbierane 23 punkty dały mu jedenaste miejsce w końcowej klasyfikacji kierowców.

## Statystyki
| Sezon | Seria                                         | Zespół            | Wyścigi | Zwycięstwa | PP | NO | Podium | Punkty | Pozycja |
| ----- | --------------------------------------------- | ----------------- | ------- | ---------- | -- | -- | ------ | ------ | ------- |
| 2009  | Duńska Formuła Ford                           |                   | 8       | 2          | 0  | 1  | 6      | 129    | 7       |
| 2009  | Europejska Formuła BMW                        | Motaworld Racing  | 10      | 0          | 0  | 0  | 0      | 4      | 25      |
| 2009  | Nordycka Formuła Ford                         |                   | 2       | 0          | 0  | 0  | 1      | 20     | 11      |
| 2010  | Północnoeuropejski Puchar Formuły Renault 2.0 | KTR               | 19      | 3          | 1  | 2  | 6      | 340    | 2       |
| 2011  | Formuła 2                                     | MotorSport Vision | 14      | 0          | 0  | 0  | 0      | 23     | 11      |
| 2012  | Auto-G Danish Thundersport Challenge          | Fukamuni Racing   | 12      | 2          | 2  | 3  | 2      | 134    | 5       |
| 2012  | Camaro Cup Sweden                             | Fukamuni Racing   | 4       | 0          | 0  | 0  | 0      | 54     | 21      |
| 2013  | Trofeo Maserati World Series                  |                   | 15      | 1          | 2  | 1  | 7      | 99     | 2       |
| 2014  | European Le Mans Series                       | Formula Racing    | 5       | 1          | 1  | 0  | 4      | 78,5   | 2       |